# S2 (misil)
El SSBS S2 (Sol-Sol Balistique Strategique; en español: Tierra-tierra balístico estratégico) fue el primer misil balístico de alcance intermedio (IRBM) francés (2.750 km) que representó el componente terrestre de la Fuerza de frappe francesa, con 18 misiles desplegados en silos desde principios de la década de 1970.
El misil estaba equipado con una sola ojiva nuclear (MR-31), que fue probada en Moruroa el 11 de septiembre de 1966; la primera unidad de 9 misiles estaba operativa el 2 de agosto de 1971 en la Base aérienne 200 Apt-Saint-Christol situada en la Plateau d'Albion y la segunda el 23 de abril de 1972.
A partir de 1980 fueron sustituidos por los S3 mejorados, que a su vez se retiraron del servicio y eliminaron junto con los Hadès. Pusieron así fin al componente terrestre de la force de frappe, que en la actualidad es exclusivamente aéreo (misiles ASMP-A) y submarino (misiles M51 a bordo de la clase Le Triomphant.)